# Amélie Prévost
Amélie Prevost est une comédienne et metteur en scène française.

## Biographie

### Formation
École Charles Dullin - Atelier Andréas Voutsinás - Atelier International de Théâtre American center - Stage Gitis - Théâtre de Moscou

### Parcours
Débutant très jeune au théâtre et à la télévision (La dernière rose ou les fantômes de trianon) , Amélie Prévost a embrassé sa carrière sans a priori, en se confrontant  à de grands auteurs (classiques ou contemporains) : de Corneille à Grumberg, en passant par Goldoni, Horvath, Shakespeare, Pirandello ou Brecht.
En 1976, l'opportunité de faire partie de la distribution de Les mains sales de Sartre, première reprise autorisée par l'auteur depuis sa création en 1948, confirma sa vocation de comédienne de scène ,.
En parallèle, le cinéma lui a donné l'occasion de donner la réplique à de nombreuses vedettes (Jean-Pierre Cassel dans La ville des silences, Coluche dans Inspecteur la Bavure, Jean-Louis Trintignant dans Un assassin qui passe, Isabelle Huppert dans Eaux profondes, Gérard Lanvin dans Tir groupé et Ronde de nuit (où elle incarnait l'épouse d'Eddy Mitchell), Roland Giraud dans A nous les garçons ou Alain Delon dans Un crime.
C'est principalement sur les planches qu'elle poursuit son activité, y ajoutant le coaching et la mise en scène (Crever l'écran de Jean-Claude Grumberg, les pas perdus de Denise Bonal).
En 2016, une tournée est envisagée à l'occasion de la reprise de Les chaises d'Eugène Ionesco, mise en scène de Jean-Paul Denizon en compagnie de Xavier Clément,,.

## Théâtre
- 1968 : Le Menteur de Pierre Corneille. Mise en scène de J.Kraemer au Théâtre Populaire de Lorraine.
- 1969 : 150 Marks de Von Horwath. Mise en scène de J.P.Dougnac à la Maison de la Culture de Rennes.
- 1970 : Le Distrait de Regnard. Mise en scène de Gabriel Garran au Théâtre de la Commune d’Aubervillers.
- 1971 à 1980 : Spectacle de Poésie en liberté 1971 à 1980. Joué dans toute la France. Plus de 1000 représentations.
- 1971 : La Locandiera de Goldoni. Mise en scène de José Valverde au Théâtre Gérard Philippe de Saint Denis.
- 1972 : Auguste Auguste de Pavel Kohout. Mise en scène de Gabriel Garran au Théâtre du Gymnase de Marseille et Festival du Midi.
- 1972 : La Mégère apprivoisée de William Shakespeare. Mise en scène d’André Thorent Festival du Midi.
- 1973 : Liola de Pirandello. Mise en scène de Gabriel Garran au Théâtre de la Commune d’Aubervilliers.
- 1974 : L’opéra de 4 sous de Bertolt Brecht. Mise en scène de G.Rétoré au Théâtre de l’Est Parisien.
- 1975 : Le rire du fou de Gabriel Garran. Mise en scène de Gabriel Garran au Théâtre de la commune d’Aubervilliers.
- 1976 à 1978 : Les mains sales de Jean-Paul Sartre. Mise en scène Patrick Drehan au Théâtre des Mathurins Paris. Et de Daniel Gelin en tournée en France et Europe.
- 1980 : La cuisine des anges d’Albert Husson. Mise en scène de Francis Joffo à la Comédie Caumartin Paris. Et tournée en Afrique.
- 1981 : Et ta sœur de Bricaire et Lasaygues. Mise en scène Robert Manuel au Théâtre Daunou Paris. Tournée pour Au Théâtre ce soir en 1982
- 1982 : L’amour tue de Vladimir Volkoff. Mise en scène de Pierre Franck au Théâtre de l’Atelier Paris.
- 1983 : Les déménageurs de D.Williamson. Mise en scène par Blanche Salant et Paul Weaver à l’American center de Paris.
- 1984 : Chacun Pour moi de D.Colas. Mise en scène de D.Colas au Théâtre de la Gaité Montparnasse Paris.
- 1989 : La mère coupable de Beaumarchais. Mise en scène de C.Aymont au Festival de Marmande.
- 1991 : Monsieur Songe de Robert Pinget. Mise en scène de Jacques Seiler. Tournée internationale .
- 1993 : Femmes entre parenthèses de Catherine Levy Marié. Mise en scène de Geneviève de Kermabon. Festival d’Avignon
- 2000 : Hiroshima mon amour de Marguerite Duras Les vacances de Jean-Claude Grumberg. Festival de Fontenay le Comte
- 2004 : Lettres d’une mère à son fils de Marcel Jouhandeau. Mise en scène de René Bourdet. Festival du limousin.
- 2008 :  Je vous écris de ma nuit d’après Louise Michel. Théâtre de la commune d'Aubervilliers en lecture spectacle et au Théâtre de la Closerie. Étais la Sauvin
- 2009 : Pièces Courtes de Jean-Claude Grumberg. Mise en scène Xavier Clément. Théâtre de la Closerie Étais la Sauvin.
- 2013 : Ami de mon cœur - Correspondance entre George Sand et Gustave Flaubert.
- 2015 : Les Chaises d'Eugène Ionesco. Mise en scène Jean-Paul Denizon. Théâtre de la Closerie. Étais la Sauvin.

## Filmographie

### Cinéma
- 1979 : La Ville des silences de Jean Marbœuf
- 1980 : Inspecteur la Bavure de Claude Zidi
- 1981 : Les Charlots contre Dracula de Jean-Pierre Desagnat
- 1981 : Un assassin qui passe de Michel Vianey
- 1981 : Eaux profondes de Michel Deville
- 1982 : Tir groupé de Jean-Claude Missiaen
- 1984 : Ronde de nuit de Jean-Claude Missiaen
- 1985 : À nous les garçons de Michel Lang
- 1992 : Un crime de Jacques Deray

### Télévision
- 1968 : La dernière rose réalisateur Roger Kahane
- 1974 : Les cinq dernières minutesréalisateur Claude Loursais
- 1976 : 76 Paris Bernard Deflandre
- 1979 : Les Mains Sales de Jean-Paul Sartre, réalisateur François Chatel
- 1982 : AU Théâtre ce soir, Et ta sœur , réalisateur Pierre Sabbagh
- 1983 : L’amour sage de et réalisation Youri
- 1984-1985 : L’homme au képi noir (Série FR3) réalisateurs :  Patrick Saglio, F. Dupont-Midy, M. Genoux
- 1985 : Le tueur est parmi nous réalisateur Alain Dhénaut
- 1986 : Rancune tenace ( Série FR2) réalisateur Emmanuel Fonlladosa
- 1986 : L’infâme Edouard réalisateur Charles Bitch
- 1989 : Tribunal (série TF1)
- 1990 : Questions de convenances réalisatrice Marlène Bertin
- 1991 : Cas de divorce (Série pour la 5)
- 1993 : L’été de Zora réalisateur Marc Rivière
- 1994 : Le poteau d’Aldo réalisateur Didier Grousset
- 1995 : Dites-moi tout (Série TV5) réalisateur Alain Ferrari
- 2006 : Femmes de loi réalisatrice Sylvie Aime

## Mise en scène
- 2006 : Crever l’écran pièces courtes de Jean-Claude Grumberg. créée au théâtre Jean Vilar de Suresnes. Jouée également dans le cadre du Festival du Val d’Oise.
- 2010 : Les Pas perdus de Denise Bonal.Théâtre Le passage vers les étoiles et 2011 Vingtième Théâtre.
- 2013 : A l’arrêt de Lionel Deschamps co-mise en scène avec Yves Prunier
- Coach pour la série 6e gauche pour FR3
- 1998-2008 : Enseigne à l’Atelier international de théâtre Blanche Salant-Paul Weaver.
- 2007 : Anime un stage Afdas autour de Tchekhov

## Discographie
- Enfants en liberté  Producteur Jacques Canetti.